# Kansas City Film Critics Circle
Der Kansas City Film Critics Circle (KCFCC) ist eine Filmkritikervereinigung mit Sitz in Kansas City, die mit dem Kansas City Film Critics Circle Award einen Filmpreis verleiht.
James Loutzenhiser gründete die Vereinigung 1967. Nach ihm werden die Preise auch The Loutzenhiser Awards genannt.
Die Organisation behauptet von sich selbst, die zweitälteste Kritikervereinigung für Filme nach dem New York Film Critics Circle zu sein.

## Kategorien
| Kategorie                                         | Originalbezeichnung                                                  |
| ------------------------------------------------- | -------------------------------------------------------------------- |
| Bester Film                                       | Best Film                                                            |
| Beste Regie                                       | Best Director                                                        |
| Bester Hauptdarsteller                            | Best Actor                                                           |
| Beste Hauptdarstellerin                           | Best Actress                                                         |
| Bester Nebendarsteller                            | Best Supporting Actor                                                |
| Beste Nebendarstellerin                           | Best Supporting Actress                                              |
| Bestes adaptiertes Drehbuch                       | Best Adapted Screenplay                                              |
| Bestes Originaldrehbuch                           | Best Original Screenplay                                             |
| Bester ausländischer Film                         | Best Foreign Film                                                    |
| Bester Animationsfilm                             | Best Animated Film                                                   |
| Bester Dokumentarfilm                             | Best Documentary Film                                                |
| Bester Science-Fiction-, Fantasy- oder Horrorfilm | Vince Koehler Award for Best Science Fiction, Fantasy or Horror Film |